# Schekel (Einheit)

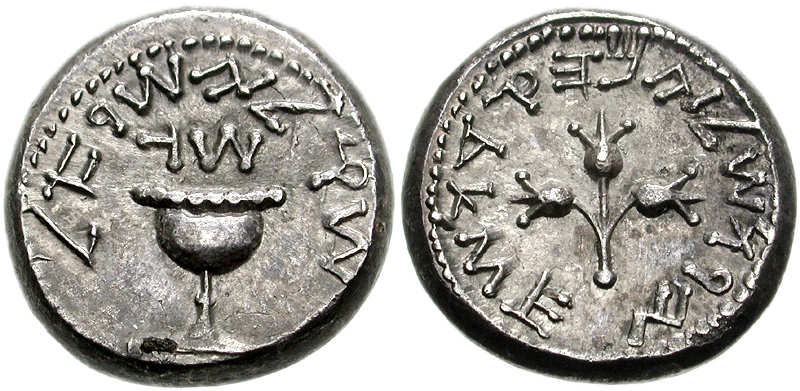
Ein silberner Jerusalemer Schekel (um 68 n. Chr.) aus der Zeit des ersten römisch-jüdischen Krieges

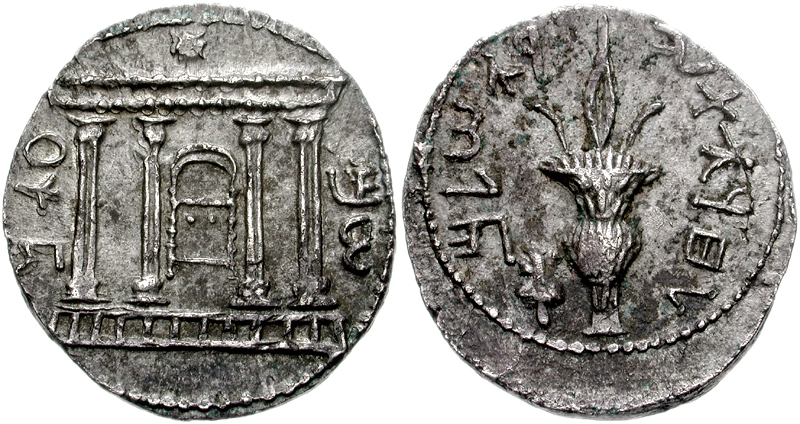
Ein silberner Schekel aus der Zeit des Bar-Kochba-Aufstandes

Der Schekel oder Sekel war die silberne Hauptmünze im gesamten östlichen Mittelmeerraum und Persien, häufig der griechischen Drachme entsprechend. Die griechische Bezeichnung lautet „Siglos“. Später in Persien betrug ihr Gewicht 5,6 g Silber, ein Zwanzigstel des Werts einer Dareike.

## Gewichtseinheit
Wie bei nahezu allen antiken Währungen entsprach der Münzwert nahezu dem Metallwert. Daher war der Schekel auch eine alte babylonische, phönizische und hebräische Gewichtseinheit, insbesondere für Edelmetalle wie Gold und Silber. Talent, Mine, Schekel und Kesita basierten auf persischen Einheiten. Als Masseneinheit rechnet man es zum babylonisch-assyrischen Maßsystem.
- 1 Schekel = 1/50 Mine (etwa 12 Gramm)
- 1 Schekel (heiliger) = 2 Beka = 20 Gera = 14,55 Gramm[1]
- 1 Schekel (Gewichts-) = 2 Beka = 20 Gera = 16,37 Gramm[1]

## Währungseinheit
Der Schekel bildete die Grundlage für das Währungssystem im Perserreich. Die silberne Schekel-Münze der Perser wird als Siglos bezeichnet, die goldene als Dareikos. Die athenische Tetradrachme, die ebenfalls im persischen Herrschaftsgebiet zirkulierte, wurde in ihrem Handelswert zwei Sigloi gleichgesetzt. Als Münzen wurden die Schekel jedoch wohl nur in den westlichen Teilen des Perserreiches, also in Kleinasien, genutzt, während sie in den östlicheren Satrapien wie Rohsilber nach Gewicht behandelt wurden. In den phönizischen Städten an der östlichen Mittelmeerküste wurden unterschiedliche Silbermünzen als Schekel bezeichnet, deren Wert einer Drachme, einer Didrachme oder einer Tetradrachme entsprach. Ein Schekel im Wert einer Tetradrachme war auch die gebräuchlichste Münze im Palästina dieser Zeit. Ein halber solcher Schekel war auch der Betrag der jährlichen Tempelsteuer für einen erwachsenen Juden. An diese Halb-Schekel-Steuer knüpfte zumindest in ihrer Begründung später auch die Judensteuer des Römischen Reiches, der Fiscus Judaicus, an.